# Totaal Lokaal
Totaal Lokaal (afgekort: TTL) is een lokale politieke partij in de gemeente Súdwest-Fryslân.
De partij deed in 2010 voor het eerst mee aan de gemeenteraadsverkiezingen en bezit sindsdien één zetel in de gemeenteraad van Súdwest-Fryslân. Deze zetel wordt bezet door Klaas Jan Semplonius, die bij de laatste verkiezingen lijsttrekker was van de partij.
Totaal Lokaal is ontstaan uit actiegroep Fan Ûnderen Op. De partij zegt zich met kracht te distantiëren van de gang van zaken rondom de gemeentelijke herindeling in de Zuidwesthoek, welke leidde tot het ontstaan van de fusiegemeente Súdwest-Fryslân. Daarnaast is men voorstander van referendumrecht voor inwoners van gemeenten, kernen en wijken.